# Eduardo Carletti
Eduardo Julio Carletti (Buenos Aires, 17 aprile 1951) è uno scrittore e editore argentino di origini italiane, il nonno paterno emigrò nel 1868 da Cingia de' Botti, provincia di Cremona (vedi famiglia).

## Biografia
Appassionato di robotica e cibernetica fin dall'infanzia, studiò elettronica digitale presso l'istituto industriale Luis A. Huergo di Buenos Aires.
A partire dal 1972 trovò impiego come hardwarista informatico, dapprima su computer per sistemi contabili e poi su computer scientifici. Contestualmente frequentò corsi universitari istituiti dall'azienda Burroughs, presso le sedi di Rio de Janeiro e Buenos Aires, laureandosi in ingegneria informatica "computer mainframe" nel 1980.
In questi stessi anni elaborò, a titolo hobbistico, robot autosufficienti (del tipo tartaruga) in grado di muoversi liberamente, autoalimentarsi e proteggersi da uno sconosciuto allontanandosi dal loro contatto.
Questi artefatti erano inoltre capaci di seguire una persona guidati da una luce puntata su di loro o dal suono della loro voce e le loro "pelli" esterne erano sensibili al tocco di una mano umana, tanto da emettere suoni quando venivano sfiorati.
Tutti i modelli furono realizzati con una logica di tipo cablata, ovvero senza l'impiego di microprocessori a logica programmabile.
A partire dagli anni ottanta Carletti esercitò l'insegnamento come professore ausiliario presso i laboratori di robotica dell'università di La Plata. Esortato da una sana passione iniziò quindi a comporre brani di fantascienza, acquisendo notorietà come scrittore ed editore dapprima in Argentina e poi nel resto dell'ispano-America. Dal 1983 ad oggi ha lavorato principalmente alla composizione di brevi racconti, pubblicati su riviste e antologie fantascientifiche di Spagna, Messico, Venezuela, Cuba, Stati Uniti, Uruguay, Polonia, Italia e Argentina, conseguendo consensi e svariati riconoscimenti.
Nel 1989 fu tra i fondatori del periodico elettronico Axxón, una rivista informatica di fantascienza Fantasy and Terror inizialmente distribuita su dischetti e dal 2001 distribuita su Internet attraverso il proprio sito. Carletti, che nel tempo ha ricoperto i ruoli di direttore, editore e consulente letterario di Axxón, è oggi considerato un pioniere in questo ambito in quanto il periodico fu la prima pubblicazione in formato elettronico/digitale (ezine in inglese) in lingua spagnola.
Dal 1983 al 1997 fu giurato in numerosi concorsi di letteratura mentre da giugno 1999 ad agosto 2000 svolse incarichi per Ediciones Colihue, casa editrice di Buenos Aires, come consulente e direttore di collezione.

## Premi
- Premio Más Allá (1985), assegnato dal Circolo Argentino della Fantascienza e Fantasia: per il racconto Defensa interna.
- Premio Más Allá (1986), assegnato dal Circolo Argentino della Fantascienza e Fantasia: per il racconto En la escala.
- Premio Más Allá (1987), assegnato dal Circolo Argentino della Fantascienza e Fantasia: per il romanzo Instante de máximo quebranto.
- Premio Más Allá (1991), assegnato dal Circolo Argentino della Fantascienza e Fantasia: per il libro di racconti Por media eternidad, cayendo.
- Premio Más Allá (1992), assegnato dal Circolo Argentino della Fantascienza e Fantasia: per la raccolta di articoli Una mirada a la realidad, nella rivista Axxón.
- Premio Más Allá (1992/93), assegnato dal Circolo Argentino della Fantascienza e Fantasia: per il libro di racconti Un largo camino.
- Premio Más Allá (1992/93), assegnato dal Circolo Argentino della Fantascienza e Fantasia: per l'antologia Visiones, come antologista.
- Premio Más Allá (1990-91-92-93-94), assegnato dal Circolo Argentino della Fantascienza e Fantasia: come direttore della rivista Axxón.
- Premio Memoria Magnetica (1994), assegnato dal Circolo Puebla della fantascienza e la divulgazione scientifica, Puebla, Messico, per la rivista Axxón.

## Opere

### Romanzi
- Instante de máximo quebranto (1988).
- God's Gut (La Tripa de Dios) – romanzo breve (2005).

### Raccolte di racconti
- Por media eternidad, cayendo (1991).
- Un largo camino (1992).

### Racconti brevi
- Cuestión de escala, Cuásar nr. 1 (estate 1984).
- Mopsi, te odio, rivista Parsec nr. 4 (Argentina, 1984).
- Mopsi, te odio, Ultramar (a cura di), Latinoamerica Fantastica, Antologia (Spagna, 1985).
- Ruta, rivista Minotauro, secondo periodo, nr. 11 (Argentina, 1988).
- Ruta, quotidiano Pagina/12, supplemento culturale (Argentina, 1986).
- Ruta, in Nuevo Siglo (a cura di), Racconto argentino di fantascienza – Antologia (Argentina, 1995).
- Ruta, in Troquel (a cura di), Antologia 1 (Argentina, 1994).
- Hermanito del Sol, in Troquel (a cura di), Antologia 2 (Argentina, 1995).
- Alarido, in Gaut vel Hartman (a cura di), Fase Uno – Antologia (Argentina, 1987).
- El Bello Mundo de Susi, in Andromeda Press – Rivista Internazionale di fantascienza (USA, 1987).
- Pasaje de ida al agaire, rivista Solaris nr. 0, (Venezuela, 1993).
- Sin Nombre, edizioni Axxón, Visiones – Antologia (Argentina, 1992).
- Sin Nombre, rivista Diaspar nr. 3 (Uruguai, 1996).
- Sin Nombre, rivista A Quien Corresponda nr. 59 (Messico, 1996).
- Clips, in Fase Due, edizioni Axxón – Antologia, (Argentina, 1996).
- Clips, rivista A Quien Corresponda nr. 62 (Messico, 1997).
- Clips, rivista 7° Inchiostro nr. 10 (Italia, 1997).
- Cuando el fusible empieza a brillar, rivista A Quien Corresponda nr. 89 (Messico, 1999).
- En la escala, Antologia del fantastico argentino contemporaneo (Argentina, 2005).
- Sin Nombre, Mañanas en sombras, edizioni Desde la gente, 2005.
- La máquina, annuario Axxón I, Fantascienza e Fantasia.
- Pintada, como las alas de las mariposas, Fundación Ciudad de Arena.